# Utopia (加藤ミリヤのアルバム)
『Utopia』（ユートピア）は、日本のシンガーソングライター・加藤ミリヤの9枚目のオリジナル・アルバム。2017年4月12日にSony Music Records内のレーベルMASTERSIX FOUNDATIONから発売された。

## 概要
オリジナルアルバムとしては『LIBERTY』から約1年1か月ぶりの発売となる。前作以降に発売されたシングル2曲、カップリング曲3曲含む全14曲が収録されている。
アルバム・キャッチコピーは『新しい世界の扉が開く。 』である。
本作は、NHKドラマ10「コピーフェイス〜消された私〜」のために書き下ろした「最高なしあわせ」や、女性たちに贈る応援ソングに仕上がった花王エッセンシャル×加藤ミリヤ コラボソング「I AM」、「モアナと伝説の海」日本版エンドソング「どこまでも 〜How Far I’ll Go〜」が収録され、このアルバムのために書き下ろした新曲9曲も新たに収録される。
新曲には、人生を旅に例えて私たちは自由なんだという事を伝えている「旅人」や母親に向けて書いた「素晴らしき人生」、傷つくことを恐れて逃げ道を作らず本能に従って突き進めと警鐘を促す、タイトルにもなっている「Utopia」など様々な楽曲が収録。
初回生産限定盤と通常盤の2タイプで発売された。初回生産限定盤にはミュージック・ビデオとスペシャル映像が収録されたDVDが付属し、オリジナル限定ジャケット（初回仕様とは写真の内容が異なる）、蛇腹フォトブックレットと三方背BOX仕様となっている。
本作を引っさげて、同年6月23日より全国ツアー「Utopia tour 2017」を19公演開催した。

## 収録曲
- 作詞・作曲：Miliyah（#1は除く）

### DISC1:CD (全形態共通)
1. どこまでも 〜How Far I'll Go〜 (2:56)
作詞：Lin-Manuel Miranda (日本語詞:高橋知伽江) / 作曲：Lin-Manuel Miranda
  - 36thシングル表題曲
  - ウォルト・ディズニー・アニメーション・スタジオ映画『モアナと伝説の海』日本語吹き替え版エンド・ソング(挿入歌)
2. 旅人 (3:28)
3. Let Me In (3:30)
4. 最高なしあわせ (4:55)
  - 35thシングル表題曲
  - NHK総合ドラマ『コピーフェイス〜消された私〜』主題歌
5. 少女時代 (4:49)
6. Utopia (3:16)
7. 愛の国 (5:03)
  - 35thシングルカップリング曲 (2曲目)
8. MOON (5:44)
9. 永遠 (4:47)
10. BE (3:56)
11. I AM (4:09)
  - 36thシングルカップリング曲
  - 花王「エッセンシャル×加藤ミリヤ」コラボソング
12. Triangle (3:54)
13. 幻 (4:53)
  - 35thシングルカップリング曲 (3曲目)
14. 素晴らしき人生 (5:23)

### DISC2:DVD【初回生産限定盤のみ】
| #  | タイトル                                         | 作詞 | 作曲・編曲 | 監督 |
| -- | ------------------------------------------------ | ---- | ---------- | ---- |
| 1. | 「どこまでも 〜How Far I'll Go〜 (Music Video)」 |      |            |      |
| 2. | 「最高なしあわせ (Music Video)」                 |      |            |      |
| 3. | 「愛の国 (Music Video)」                         |      |            |      |
| 4. | 「幻 (Music Video)」                             |      |            |      |
| 5. | 「Behind the scenes of the Music Videos」        |      |            |      |